# Tanine Autré
Tanine Autré est une costumière française active des années 1950 aux années 1980.
Elle est parfois créditée « Tanine Autre », « Tanine Autrée », « Janine Autré » ou « Tanine Autré-Gerst ».

## Filmographie

### Cinéma
- 1956 : Paris, Palace Hôtel d'Henri Verneuil
- 1956 : Le Long des trottoirs de Léonide Moguy
- 1957 : Retour de manivelle de Denys de La Patellière
- 1958 : Le Miroir à deux faces d'André Cayatte
- 1959 : Oh ! Qué mambo de John Berry
- 1959 : Voulez-vous danser avec moi ? de Michel Boisrond
- 1959 : Le vent se lève d'Yves Ciampi
- 1959 : Pourquoi viens-tu si tard ? d'Henri Decoin
- 1961 : Le Puits aux trois vérités de François Villiers
- 1962 : Le Repos du guerrier de Roger Vadim
- 1962 : La Chambre ardente de Julien Duvivier
- 1962 : Le Diable et les Dix Commandements de Julien Duvivier
- 1963 : L'Inconnue de Hong Kong de Jacques Poitrenaud
- 1963 : Le Mépris de Jean-Luc Godard
- 1963 : L'assassin connaît la musique... de Pierre Chenal
- 1964 : Cherchez l'idole de Michel Boisrond
- 1964 : Une ravissante idiote d'Édouard Molinaro
- 1964 : Du grabuge chez les veuves de Jacques Poitrenaud
- 1964 : Tintin et les Oranges bleues de Philippe Condroyer
- 1965 : Le Corniaud de Gérard Oury
- 1965 : Piège pour Cendrillon d'André Cayatte
- 1966 : Un monde nouveau de Vittorio De Sica
- 1966 : Les Centurions de Mark Robson
- 1966 : La Curée de Roger Vadim
- 1966 : À belles dents de Pierre Gaspard-Huit
- 1966 : Le Jardinier d'Argenteuil de Jean-Paul Le Chanois
- 1966 : La Grande Vadrouille de Gérard Oury
- 1967 : À cœur joie de Serge Bourguignon
- 1968 : Le Petit Baigneur de Robert Dhéry
- 1968 : Adieu l'ami de Jean Herman
- 1968 : Ce sacré grand-père de Jacques Poitrenaud (créditée « Tanine Autrée »)
- 1969 : Le Cerveau de Gérard Oury (créditée « Janine Autré »)
- 1969 : L'Arbre de Noël de Terence Young
- 1970 : Borsalino de Jacques Deray
- 1970 : Les Novices de Guy Casaril (créditée « Janine Autré »)
- 1971 : Max et les Ferrailleurs de Claude Sautet
- 1971 : La Maison sous les arbres de René Clément
- 1972 : L'Œuf de Jean Herman
- 1972 : Le Malin Plaisir de Bernard Toublanc-Michel
- 1972 : Les Charlots font l'Espagne de Jean Girault
- 1973 : Brève Rencontre à Paris (Two People) de Robert Wise
- 1973 : La Punition est un film de Pierre-Alain Jolivet
- 1977 : Un taxi mauve est un film d'Yves Boisset
- 1977 : La Menace d'Alain Corneau (créditée « Tanine Autré-Gerst »)
- 1978 : La Carapate de Gérard Oury (créditée « Tanine Autré-Gerst »)
- 1979 : Un scandale presque parfait  (An almost perfect affair) de Michael Ritchie
- 1980 : Le Coup du parapluie de Gérard Oury (créditée « Tanine Autré-Gerst »)
- 1980 : La Tour Eiffel en otage (The Hostage Tower) de Claudio Guzmán (es)
- 1982 : Enigma de Jeannot Szwarc
- 1982 : Le Cadeau de Michel Lang
- 1983 : SAS à San Salvador de Raoul Coutard

### Télévision
- 1984 : Nuits secrètes (Lace), téléfilm de William Hale
- 1984 : L'Amour en héritage (Mistral's Daughter), mini-série de Kevin Connor et Douglas Hickox
- 1986 : La Griffe du destin (Sins), téléfilm de Douglas Hickox